# 御殿場農業協同組合
御殿場農業協同組合（ごてんばのうぎょうきょうどうくみあい）は、静岡県御殿場市に本店を置いていた農業協同組合。2022年4月1日に、本農業協同組合と富士市農業協同組合、富士宮農業協同組合、南駿農業協同組合、あいら伊豆農業協同組合、伊豆の国農業協同組合、三島函南農業協同組合、伊豆太陽農業協同組合が合併して、富士伊豆農業協同組合を発足して消滅した。

## 管轄地域
- 御殿場市
- 駿東郡小山町

## 事業内容
- 営農事業
- 経済事業
- 信用事業
- 共済事業
- 開発事業
- LPガス

## 管内の主な産物
- 米（ごてんばこしひかり・峰の雪もちの里）
- 水かけ菜
- わさび
- 干し芋
- 金華豚
- みくりやそば[2]